# The Collection (álbum de Sumo)
The Collection es el tercer álbum recopilatorio de la banda de rock argentino Sumo, editado por la disquera Sony Music en 1991.

## Lista de canciones
1. No tan distintos
2. El ojo blindado
3. Divididos por la felicidad
4. Estallando desde el océano
5. Mañana en el Abasto
6. El reggae de paz y amor
7. Hola Frank
8. Cinco magníficos
9. Mula plateada
10. Noche de paz